# Kassio Fernandes Magalhães
Kassio Fernandes Magalhães, meglio noto come Kassio (Minaçu, 11 febbraio 1987), è un ex calciatore brasiliano, di ruolo difensore.